# Deutsches Eck

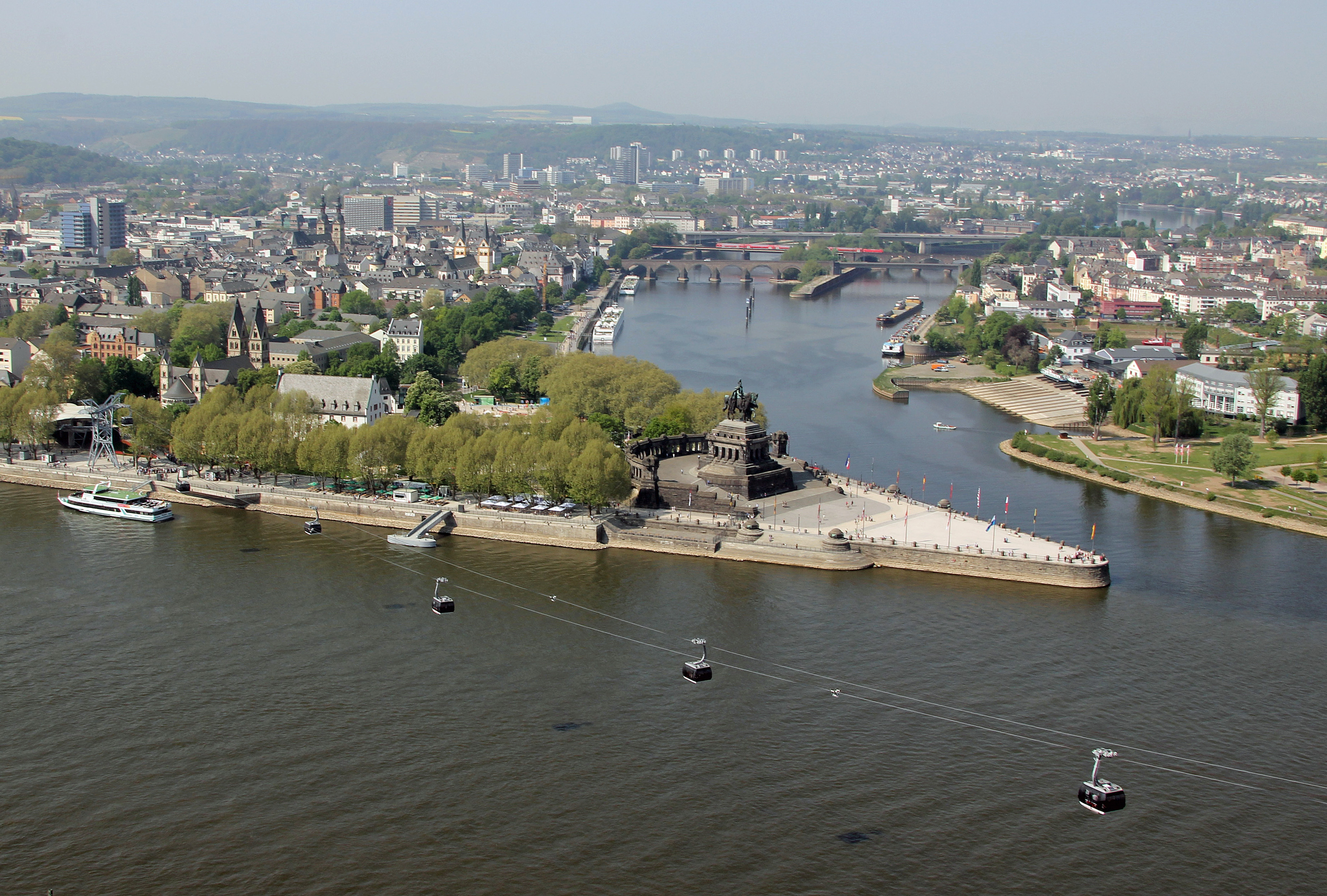
Góc Đức nhìn từ Pháo đài Ehrenbreitstein

Deutsches Eck (Góc Đức) là mũi đất nơi sông Mosel đổ vào sông Rhein tại thành phố Koblenz (Đức). Tượng đài kỷ niệm Hoàng đế Wilhelm I được xây dựng tại đây vào năm 1879. Từ năm 1953 cho đến năm 1990 bệ tượng đài đã là nơi tưởng niệm nhắc nhở đến nước Đức thống nhất.
Trở thành một điểm thu hút du khách từ khi tượng đài kỷ niệm được xây dựng, Góc Đức là một phần của di sản thế giới Đồng bằng trung lưu sông Rhein phía trên từ năm 2002.

### Sau Chiến tranh thế giới thứ hai

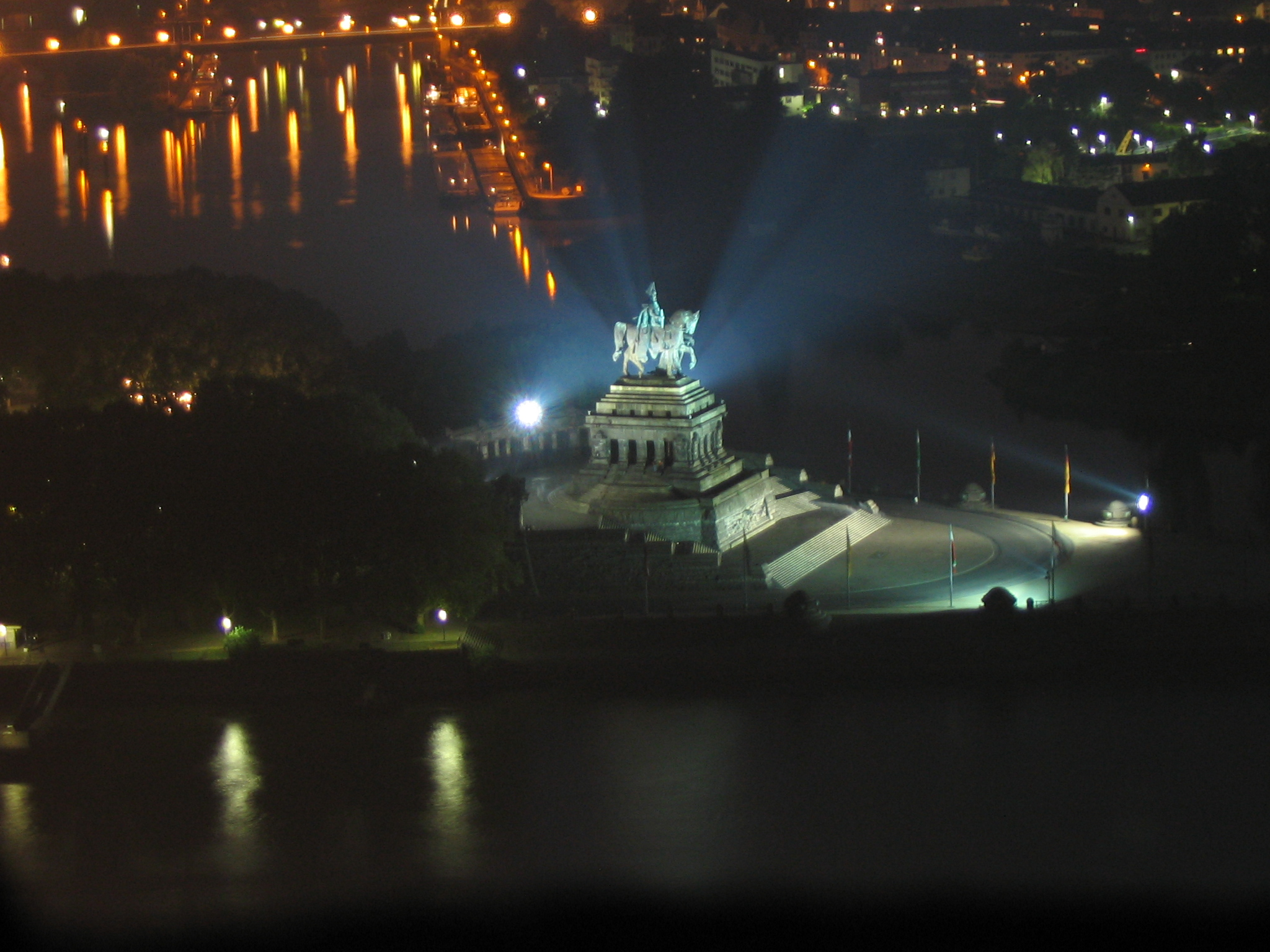
Tượng đài tưởng niệm vào ban đêm

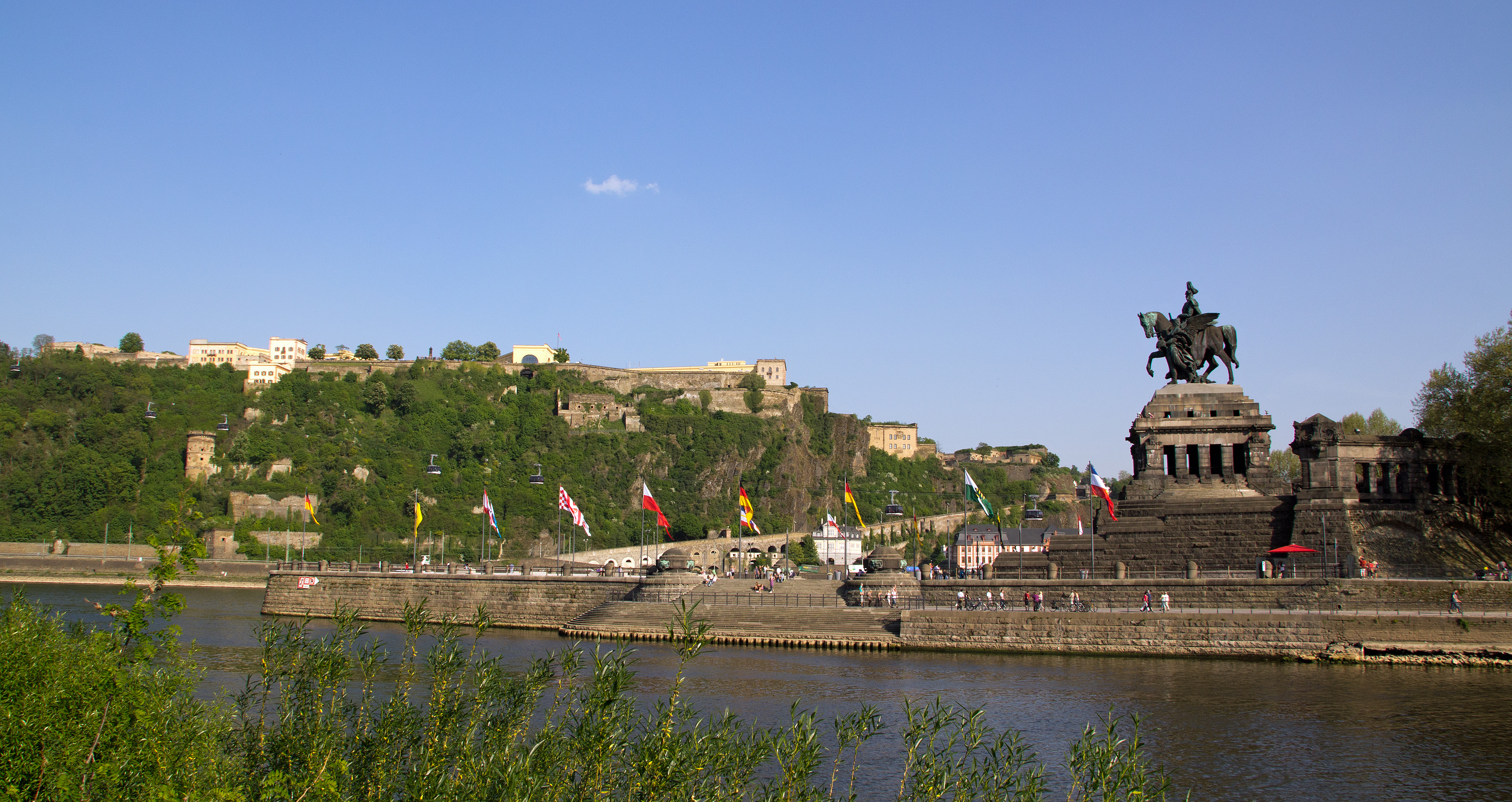
Toàn cảnh Góc Đức, phía trên bên trái là Pháo đài Ehrenbreitstein

## Lịch sử